# Dorfkirche Welsickendorf

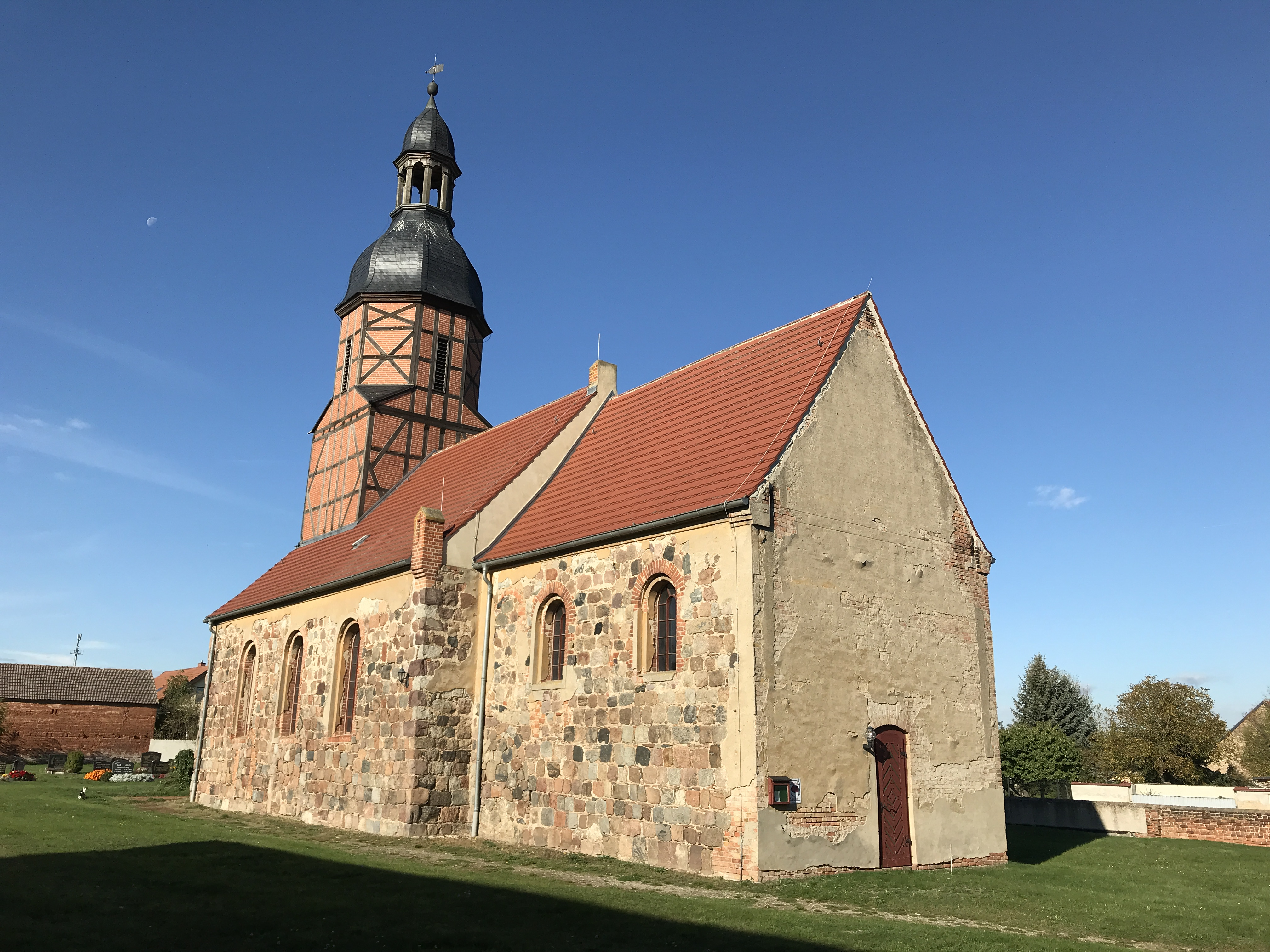
Dorfkirche Welsickendorf

Die evangelische Dorfkirche Welsickendorf ist eine gotische Feldsteinkirche in Welsickendorf, einem Ortsteil der Gemeinde Niederer Fläming im Landkreis Teltow-Fläming im Land Brandenburg. Die Kirchengemeinde gehört zum Kirchenkreis Zossen-Fläming der Evangelischen Kirche Berlin-Brandenburg-schlesische Oberlausitz.

## Lage
Die Bundesstraße 101 führt in Nord-Süd-Richtung durch den Ort. Im historischen Dorfzentrum kreuzt die Dorfstraße in West-Ost-Richtung. Die Kirche steht südwestlich dieser Kreuzung auf einem leicht erhöhten Grundstück mit einem Kirchfriedhof, der mit einer Mauer aus rötlichem Mauerstein eingefriedet ist.

## Geschichte
Über das Baudatum existieren unterschiedliche Angaben. Die Gemeinde Niederer Fläming gibt auf ihrer Webseite an, dass das Bauwerk im 14. Jahrhundert entstand. Das Dehio-Handbuch vermutet, dass die Kirche auch bereits in der zweiten Hälfte des 13. Jahrhunderts oder im frühen 14. Jahrhundert entstanden sein könnte. Im Dreißigjährigen Krieg brannten Kirche und Schule im Jahr 1637 ab und wurden wiederaufgebaut. Dabei kam im Jahr 1692 das im 21. Jahrhundert noch vorhandene Altarretabel in die Kirche. Ebenso hingen Handwerker neue Glocken im Kirchturm auf. Zu einem noch unbekannten Datum brachen Handwerker die Apsis ab und errichteten den geraden Chor. Im 18. Jahrhundert erhielten Schiff und Chor ein Muldengewölbe, das mit Rankenmalereien verziert wurde. Vermutlich im Jahr 1858 wurde die Chorostwand in Mauerstein erneuert und die Fenster rundbogenförmig vergrößert. Ebenso wurde der Kirchturm neu errichtet. Die Arbeiten waren aber nur von kurzem Erfolg, denn bereits 1910 musste der Turm abgetragen und nochmals erneuert werden. 1955 erhielt der Turm einen neuen Glockenstuhl. 1967 ließ die Kirchengemeinde einen Teil des Chors abtrennen, um darin eine Winterkirche einzurichten. Doch bereits 1972/1973 wurde der gesamte Chorraum abgetrennt, die Kanzel abgebaut und das Altarretabel restauriert. 1986 erhielt der Kirchturm eine neue Eindeckung, die 1991/1992 vollständig saniert wurde. Dabei fanden Arbeiter eine Figur des auferstandenen Christus, die nach Umbauten im Jahr 2002 wieder auf dem Altar platziert wurde. 2004 entschied die Kirchengemeinde, den zuvor abgetrennten Chorraum wieder zu öffnen und den Altaraufsatz an seine historische Position zurückzuversetzen.

## Baubeschreibung

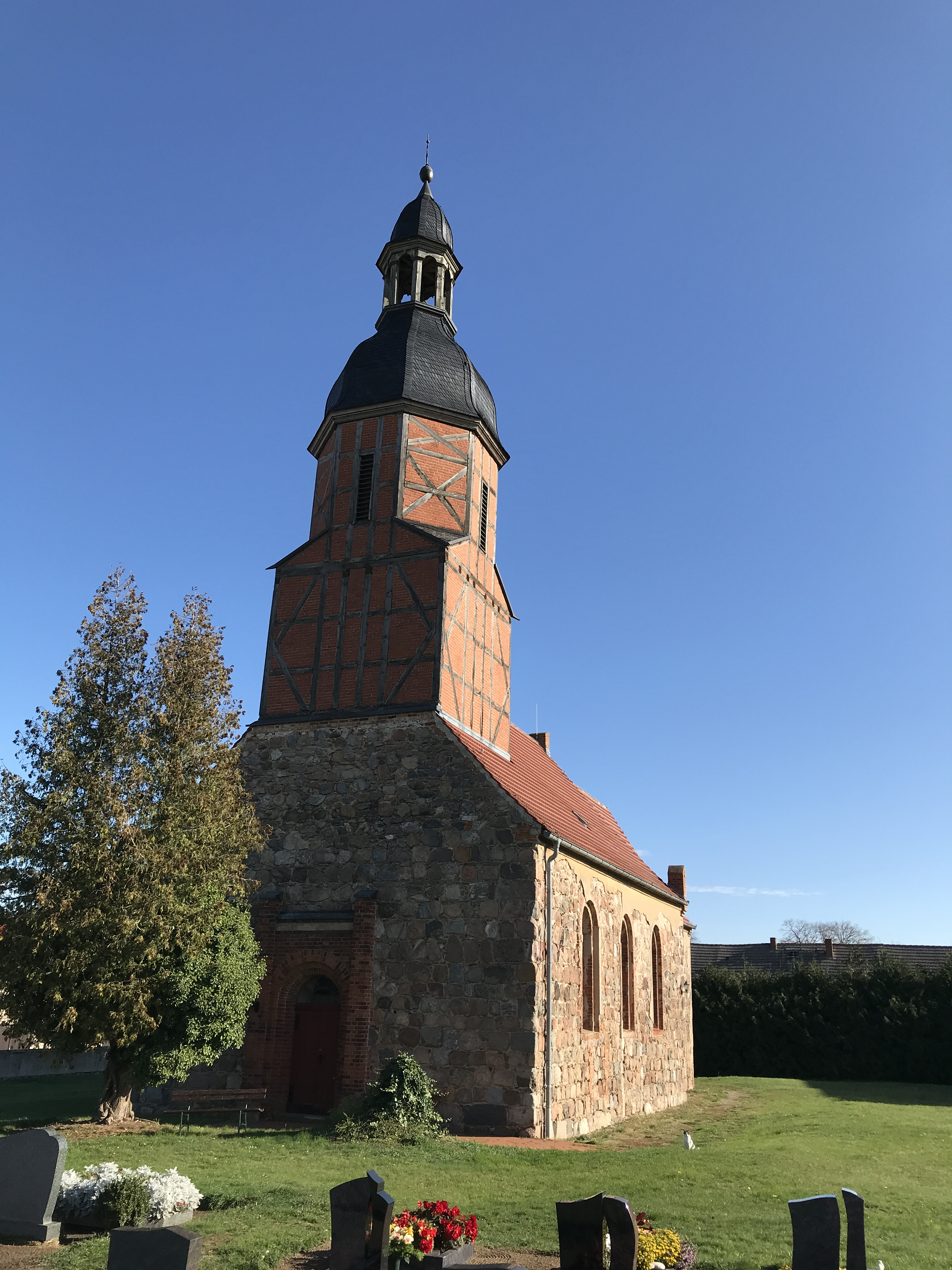
Ansicht von Westen

Das Bauwerk entstand im Wesentlichen aus Feldsteinen, die behauen und vergleichsweise lagig geschichtet wurden. Einzelne Teile des Baukörpers wurden aber auch aus Mauersteinen errichtet, die zum Teil verputzt sind. Der Chor hat einen rechteckigen Grundriss und ist leicht eingezogen. Die Ostwand entstand vermutlich 1858 aus Mauersteinen. Mittig ist eine segmentbogenförmige Pforte; die Wand ist teilweise verputzt. Bei der Nord- und Südwand verwendeten die Handwerker Feldsteine, die quaderförmig behauen wurden. Im oberen Drittel sind an beiden Seiten je zwei profilierte Rundbogenfenster, deren Gewände mit rötlichem Mauerstein errichtet wurden. An der Nordseite sind mittig zwischen den beiden Fenstern, an der Südseite nach Westen hin die Überreste der ursprünglichen(?) Fenster erhalten geblieben. An der Südseite ist im westlichen Bereich eine mit Feldsteinen zugesetzte Priesterpforte.
Das Kirchenschiff hat ebenfalls einen rechteckigen Grundriss. Am Übergang zwischen Schiff und Chor ist an der Nordseite ein zweifach getreppter Strebepfeiler, darüber an beiden Seiten je eine kleine Fiale. An der Nord- und Südseite des Langhauses sind je drei große Rundbogenfenster, ebenfalls mit Mauersteinen eingefasst. An der Südseite sind leicht ausmittig unterhalb des mittleren Fensters die Reste einer ebenfalls zugesetzten Gemeindepforte erkennbar. Westlich davon ist ein weiteres zugesetztes Portal, dessen obere Gewände das westlich gelegene Fenster schneiden. Auch diese Öffnung ist mit unbehauenen und wenig lagig geschichteten Feldsteinen zugesetzt.
An der ansonsten geschlossenen Westwand ist mittig ein großes, rechteckiges Portal mit aufgesetzten Fialen. Darin verbauten Handwerker ein dreifach profiliertes Gewände mit einer Pforte. Während die Westwand aus vergleichsweise lagig geschichteten Feldsteinen entstand, nutzten sie im darüber liegenden Giebel deutlich kleinere, unbehauene Steine. Oberhalb erhebt sich der quadratische Kirchturm. Er entstand aus hölzernem Fachwerk, dessen Gefach mit rötlichem Mauerstein ausgefüllt wurde. Darüber ist ein oktogonaler Aufsatz mit je einer hochrechteckigen Klangarkade in jeder Himmelsrichtung. Der Turm schließt mit einer geschweiften Haube, einer offenen Laterne sowie einer Turmkugel mit Wetterfahne ab.

## Ausstattung
Das Altarretabel stammt aus dem Jahr 1692 und zeigt in seiner Abfolge in der Predella das Abendmahl Jesu, im Altarblatt die Kreuzigung Christi und im Altarauszug in einem Rundbild die Grablegung. Der Aufbau ist mit seitlich angebrachten, gedrehten Rankensäulen auf Kopfkonsolen verziert. Seitlich sind Kartuschen angebracht, die Wappen zeigen und mit Akanthus geschmückt sind. Von der ebenfalls im Jahr 1692 geschaffenen Kanzel ist lediglich der polygonale Kanzelkorb erhalten geblieben. Er ist mit gewundenen Ecksäulchen verziert und zeigt in den Brüstungsfeldern die  Evangelisten. Sein Stil wird in einem Faltblatt der Kirchengemeinde als sächsisch-weißenfelsischer Barock bezeichnet. Kanzel, Taufe und Altarretabel stammen vom Finsterwalder Kunsttischler Abraham Jäger. Ein Kirchenführer des Kirchenkreises Zossen-Fläming weist darauf hin, dass es sich um das erste Werk Jägers handelt, bei dem die ursprünglich in der klassischen Abfolge vorhandene Auferstehungsszene durch die Grablegung ersetzt wurde. Alle drei Bilder schuf der Lübbener Maler Michael Scharbe.
Zur weiteren Kirchenausstattung gehören eine hölzerne Fünte mit einem gedrehten Fuß sowie eine achteckige Taufschale aus Messing mit Fruchtgehängen, die im 17. Jahrhundert entstanden. Ein Messingleuchter stammt aus dem 19. Jahrhundert. An der West- und Südwand des Schiffs befindet sich je eine Empore, ebenfalls aus dem 19. Jahrhundert. Das Pastorats- und Chorgestühl stammt aus dem 18. Jahrhundert. Das Schiff ist seit dem 18. Jahrhundert mit einem Muldengewölbe ausgestattet, das wiederum mit einer stark erneuerten Rankenmalerei verziert ist.
Die Orgel stammt aus dem 18. Jahrhundert und wurde 1957 saniert, später jedoch – wie ein Merkblatt der Kirchengemeinde beschreibt – „(von Unbekannten?) mutwillig zerstört“. Die Kirchengemeinde bemüht sich seit 2007, das Instrument wieder bespielbar zu machen. Im Turm hängen zwei Glocken aus dem Jahr 1957. Das ursprüngliche Geläut musste die Kirchengemeinde im Zuge einer Metallspende des deutschen Volkes abgeben und ging verloren. Die größere der beiden Glocken hat den Schlagton b und trägt als Inschrift ein Zitat des Schriftpropheten Jeremia „Oh Land, Land, Land, höre des Herrn Wort“ (Jer 1,1 ), während die kleinere mit dem Schlagton d den Psalm „HERR, Gott, du bist unsre Zuflucht für und für“ (Ps 90 ) zitiert.